# Nataša Janković
Nataša Janković hrvatska rukometašica koja igra za ŽRK Lokomotiva Zagreb.

## Uspjesi
- - prvenstvo Hrvatske 2014.
  - kup Hrvatske 2014.

## Vanjske poveznice
- Nataša Janković  Arhivirana inačica izvorne stranice od 10. veljače 2015. (Wayback Machine)